# محمد عليش
أبو عبدِ الله محمدُ بنُ أحمدَ بنِ محمدٍ عُلَيْشٌ (1217–1299 هـ/1802–1882 مـ) فقيه، من أعيان المالكية، مغربي الأصل، من أهل طرابلس الغرب.
ولد بالقاهرة سنة 1217هـ وتعلم في الأزهر. ولما كانت الثورة العُرابيَّةُ اتهم بموالاتها، فأخذ من داره وهو مريض محمولا لا حراك فيه، وألقي في سجن المستشفى.

## من تصانيفه الكثيرة التي شملت العلوم
- فتح العلى المالك في الفتوى على مذهب الإمام مالك جزآن
- فتح الجليل على مختصر خليل أربعة أجزاء
- هداية السالك إلى أخر المسالك في فروع الفقه المالكي
- حاشية على رسالة الصبان في البلاغة
- تدريب المبتدي
- تذكرة المنتهى في فرائض المذاهب الأربعة
- حل المعقود من نظم المقصود في الصرف
- اجوبة الحيارى عن حكم قلنسوة النصارى
- هداية المريد لعقيدة أهل التوحيد

## شيوخه
أخذ عن الشيخ الأمير الصغير وأجازه، والشيخ مصطفى البولاقي، والشيخ مصطفى السلاموني، والشيخ حميدة العدوي، والشيخ محمود مقديش، والشيخ يوسف الصاوي، وبالإجازة الشيخ محمد بن ملوكة، والشيخ إبراهيم الملولي.

## وفاته
توفى في القاهرة عام (1299 هـ - 1882م).